# Hecsey József
Hecsey József (1804. augusztus 4. – Győr, 1861. március 17.) római katolikus plébános.

## Élete
Tanulmányai után segédlelkész volt öt évig Győrben, ahol 1831-ben a kolera alatt, főnökének idős kora és betegsége miatt, rá hárult a teendők nagy része, egy nap 30, sőt 40 halottat kísért ki a temetőbe.
Innét Szabadhegyre (Győr mellett) ment; 1836-ban mint rendes lelkészt ismét visszahozták a győr-újvárosi plébániára. 
A győri lapok egyik legszorgalmasabb munkatársa volt.

## Munkái
- Egyházi beszéd, melyet egy helvetiai vallású nőnek a katolika hitre való ünnepélyes megtérése alkalmával tartott... ápr. 3. 1847. Győr.
- Három egyházi beszéd és pedig jubilaeumra, feltámadásra, szentségimádásra. Győr, 1852.
- Marianische Lobrede auf das Fest des blutschwitzenden Gnadenbildes an der Raaber Domkirche gehalten am 17. März 1853. Győr.
- A bold. szűz Mária magasztalása. Győr, 1858.